# Galeandra arundinis
Galeandra arundinis är en orkidéart som beskrevs av Leslie Andrew Garay och Gustavo Adolfo Romero. Galeandra arundinis ingår i släktet Galeandra och familjen orkidéer.
Artens utbredningsområde är Costa Rica. Inga underarter finns listade i Catalogue of Life.